# Левел Плејнс (Алабама)
Левел Плејнс (енгл. Level Plains) град је у америчкој савезној држави Алабама. По попису становништва из 2010. у њему је живело 2.085 становника.

## Демографија
Према попису становништва из 2010. у граду је живело 2.085 становника, што је 541 (35,0%) становника више него 2000. године.
| Група             | 2000.         | 2010.         |
| Белци             | 1.210 (78,4%) | 1.461 (70,1%) |
| Афроамериканци    | 208 (13,5%)   | 258 (12,4%)   |
| Азијати           | 32 (2,1%)     | 31 (1,5%)     |
| Хиспаноамериканци | 47 (3,0%)     | 229 (11,0%)   |
| Укупно            | 1.544         | 2.085         |